# Film escapçat
Film escapçat (おんぼろフィルム, Onboro Firumu) és un curtmetratge d'animació de 1985 dirigit per Osamu Tezuka i el seu estudi Tezuka Productions. S'ha doblat al català.
El 1985, la pel·lícula va guanyar el primer Gran Premi del Festival Internacional d'Animació d'Hiroshima on es va estrenar, així com el premi a la millor pel·lícula del Festival Internacional de Cinema d'Animació de Varna.

## Sinopsi
Un cowboy maldestre intenta salvar una donzella en dificultats de les urpes d'un bandoler utilitzant una bobina de pel·lícula trencada.